# Семья Чаушеску
У Николае Чаушеску была большая семья, несколько членов которой пользовались влиянием в коммунистической Румынии.
Его отец, Андруцэ Чаушеску (1886–1969), был потомком семьи пастухов из Половраги, жудец Горж. Андруцэ владел скромным домом в Скорничешти, жудец Олт. Он был сторонником Иона Михалаке и Крестьянской партии и некоторое время занимал пост мэра Скорничешти. После падения и казни Николае некоторые жители Скорничешти утверждали, что Андруцэ избивал свою жену и детей, в то время как некоторые румынские СМИ заявляли, что он был алкоголиком.
Мать Николае, Александрина (урождённая Ликсандра Милитару) (1888–1977), была потомком офицера Тудора Владимиреску. Она была очень религиозной женщиной, и после смерти родителей Николае Чаушеску, будучи атеистом, приказал построить церковь в их память в Скорничешти; их портреты до сих пор украшают её стены.
Дети в семье по порядку рождения:
1. Никулина Чаушеску (1914–1990).
2. Марин Чаушеску (1916–1989), имел двух дочерей, Михаэлу и Габриэлу.
3. Николае Чаушеску (1918–1989). В 1946 году он женился на Елене Петреску. У них было трое детей:
  - Валентин Чаушеску (род. 1948) — один сын, Даниэль, и одна дочь, Александра.
  - Зоя Чаушеску (1949–2006).
  - Нику Чаушеску (1951–1996).
4. Флореа Чаушеску (2 августа 1922 — 21 октября 2006). Сообщается, что в молодости он поддерживал Железную гвардию, хотя это невозможно подтвердить, так как его личное дело в Румынской коммунистической партии отсутствует в Национальном архиве. В 1946 году он женился на уроженке Скорничешти Иоане Неке. По словам его брата Илие, в 1946 году он работал официантом в Бухаресте, а в 1949 году торговцем. В том же году он вступил в партию и начал работать в её бухарестской газете Steagul Roșu, позже присоединился к Scînteia. Лучше всего ладил с братом Марином, внешне очень походил на Николае, с которым его иногда путали.
5. Николае Андруцэ Чаушеску (1924–2000). Предположительно, его пьяный отец записал его под именем Николае в мэрии, несмотря на наличие старшего сына с таким же именем[5]. Когда его брат пришёл к власти, его имя стало двойным, чтобы их не путали. Некоторое время он занимал пост начальника кадров в Министерстве внутренних дел. Позже, из-за разногласий с братом, был отправлен возглавлять школу офицеров Секуритате в Бэнясе. У него было двое детей, Кристиан и Клаудия.
6. Илие Чаушеску (1926–2002), имел дочь Веронику и сына Дана.
7. Мария Чаушеску (1920–2007?), позже Мария Агаки, работала на заводе Electromagnetica и в конечном итоге стала начальником отдела благодаря семейным связям. У неё было две дочери, Никулина и Анджела[2]; первая погибла во время землетрясения во Вранче в 1977 году[6].
8. Елена Чаушеску (1928–2001), позже Елена Барбулеску, была учителем истории в средней школе Скорничешти. Благодаря своему знаменитому брату[2], она быстро продвигалась по службе, став директором школы, а затем школьным инспектором уезда Олт. У неё было две дочери, Евгения и Надя, и сын Эмиль, который занимал руководящую должность в Министерстве внутренних дел в уезде Олт до 1989 года[1].
9. Ион Чаушеску (1932–2020) преподавал в Агрономическом институте Бухареста и возглавлял Академию сельскохозяйственных наук. У него были сын Николае и дочь Илеана.

Кроме того, один ребёнок (Костел Чаушеску) не дожил до совершеннолетия.
У родителей Николае было 18 внуков: 7 мальчиков и 11 девочек.